# 于邵
于邵（717年—797年），字相門，京兆府万年县人。唐朝文人、政治人物。

## 生平
唐玄宗先天二年（717年）出生，天宝十四年（755年）常衮榜進士及第。书判超绝，担任崇文校書郎。两次升任比部郎中，出任道州刺史，未赴任转任巴州刺史。巴州飢饉，少数民族獠人叛乱，军临城下。于邵率兵防御，派遣使者招降獠人，于邵穿着儒服出城会見獠人，獠人弃矛归降。節度使李抱玉奏聞朝廷，于邵于是升任梓州刺史。因病没有到任，转任兵部郎中。崔寧入蜀，留于邵担任度支副使。入朝为諫議大夫、知制誥，進礼部侍郎。担任三司使时，因薛邕事件连坐，左遷桂州長史。唐德宗贞元初年，入朝为原王傅、太子賓客。与宰相陸贄不合，贞元八年（792年），出任杭州刺史。因病请求退休，左遷衢州別駕，转任江州別駕，德宗贞元十三年（797年）九月去世，享年八十一。

## 家族
高祖于筠，户部尚書；曾祖于玄英，酇縣令；祖于濟，剑州司馬贈禮部郎中；父于抱誠，同谷郡太守贈工部尚書。弟于郃、于郜。
夫人漁陽縣君范陽盧氏（742年-771年），鄭州司馬盧沔之女。有子于尹躬、于皋谟、于人文、于汝能、于君儒、于汝錫。孫于德孫等。